# Flughafen Boa Vista

i7
i11
i13
Der Internationale Flughafen Boa Vista-Atlas Brasil Cantanhede (portugiesisch Aeroporto International de Boa Vista-Atlas Brasil Cantanhede, IATA-Code: BVB, ICAO-Code: SBBV) ist der Flughafen der Stadt Boa Vista im brasilianischen Bundesstaat Roraima.
Daneben dient er auch als Militärflugplatz; dieser Teil des Flughafens wird von den Luftstreitkräften, der Força Aérea Brasileira (FAB), als Base Aérea De Boa Vista bezeichnet.

## Geschichte
Der Flughafen wurde am 19. Februar 1973 eröffnet.
1998 wurde das Vorfeld vergrößert sowie die Landebahn verlängert.
2009 wurden die Abfertigungsgebäude vergrößert.
Am 7. April 2021 gewann die Vinci-Unternehmensgruppe eine Konzession zum Betrieb des Flughafens für 30 Jahre.

## Militärische Nutzung
Der militärische Bereich befindet sich nordwestlich der Start- und Landebahn. Er untersteht dem 7. fliegerischen Regionalkommando, Setimo Comando Aéreo Regional (VII COMAR). Hier sind eine Esquadrão A-29A/B stationiert sowie einige C-98 stationiert.

## Zivile Nutzung
Er wird von seit 2021 von Vinci betrieben.

### Fluggesellschaften und Ziele
Azul Linhas Aéreas bietet Flüge nach Belém, Campinas und Manaus an.
Gol Linhas Aéreas bietet Flüge nach Brasília und Manaus an.
LATAM Airlines Brasil fliegt von hier nach Brasília.

## Verkehrszahlen
Im Jahr 2021 verzeichnete der Flughafen 5.102 Flugbewegungen, bei denen 307.604 Passagiere und 1.425 Tonnen Luftfracht befördert wurden.